# Stacy Bromberg
Stacy Bromberg (* 27. Juli 1956 in Los Angeles, Kalifornien; † 12. Februar 2017 in Las Vegas, Nevada) war eine US-amerikanische Dartspielerin. Bekanntheit erlangte sie als erste und bisher einzige Damenweltmeisterin bei der Professional Darts Corporation.

## Karriere
Bromberg spielte zu Beginn ihrer Karriere vor allem die Turniere in ihrer Heimat. So gewann sie bereits 1992 das Camellia Classic und das Virginia Beach Classic. Hinzu kam ein Finalsieg beim Cleveland Extravaganza über Landsfrau Teresa Van Lieu. 1993 gewann sie die Las Vegas Open im Finale gegen Sharon Colclough aus England. Außerdem erreichte sie beim WDF World Cup in Las Vegas den Gesamtsieg der Frauen und erreichte das Finale im Einzel, welches sie gegen ihre Teampartnerin Kathy Maloney mit 2:4 verlor.
1995 nahm Bromberg erstmals am World Masters und damit an ihrem ersten Major der British Darts Organisation (BDO) teil. Bei dem Turnier in London spielte sich Bromberg überraschend bis ins Finale, welches sie allerdings gegen Sharon Colclough verlor. Im selben Jahr begann sie ihre Siegesserie bei den North American Open: Von 1995 bis 2000 gewann sie alle Austragungen dieses Turniers. 1996 gelang ihr zusätzlich der Titelgewinn bei den Canadian Open.
1997 gewann Bromberg beim WDF World Cup in Perth zusammen mit Lori Verrier den Titel im Damendoppel. Mit 4:2 gewannen sie gegen Paulita Villanueva und Janice Hinojales von den Philippinen.
Nachdem sie 1998 zum dritten Mal das Virginia Beach Classic gewonnen hatte, spielte Bromberg 1999 erneut den WDF World Cup und das World Masters. Bei Ersterem erreichte sie das Achtelfinale, welches sie mit 3:4 gegen die Deutsche Bianka Strauch verlor. Beim Masters hingegen war erst im Viertelfinale gegen die Schottin Anne Kirk Schluss. Beim World Masters 2000 scheiterte sie ebenfalls im Viertelfinale, diesmal an Francis Hoenselaar.
2001 konnte Bromberg das Virginia Beach Classic und das Camellia Classic zum fünften Mal und das Cleveland Extravaganza zum vierten Mal gewinnen. Auch 2002 siegte sie bei diesen Turnieren. Zuvor jedoch spielte Bromberg zum ersten und einzigen Mal bei der BDO World Darts Championship mit. Sie traf in Runde 1, welche gleichzeitig das Viertelfinale war, auf Francis Hoenselaar und verlor mit 0:2. Selbige Gegnerin war es auch, welche Bromberg beim World Masters 2002 schlagen konnte. Beim WDF Americas Cup gewann Bromberg das Einzel gegen Jennifer Daggy.
2003 nahm sie an der Damenausgabe des Las Vegas Desert Classic teil. Nach 4:2-Sieg gegen Jane Stubbs im Halbfinale siegte sie auch im Finale mit 6:4 gegen Deta Hedman und strich damit zum ersten Mal einen Titel bei der PDC ein. Im August 2003 gewann sie außerdem das USA Darts Classic.
Auch beim Las Vegas Desert Classic 2004 ging Bromberg an den Start und spielte sich erneut nach einem 4:1-Erfolg über Carolyn Mars ins Finale. Diesmal verlor sie aber mit 5:6 gegen die Weltmeisterin Trina Gulliver. Ihren Titel beim USA Darts Classic konnte Bromberg jedoch verteidigen.
Beim WDF World Cup 2005 verloren Bromberg und Marilyn Popp das Finale des Damendoppels gegen Trina Gulliver und Clare Bywaters mit 2:4. beim Las Vegas Desert Classic scheiterte Bromberg diesmal im Halbfinale an Trina Gulliver. Dafür gewann sie die Charlotte Open zum ersten Mal.
Beim WDF Americas Cup 2006 gewann Bromberg das Einzelfinale gegen Michelle Stephens aus Barbados. Das Viertelfinale erreichte sie außerdem beim World Masters, in welchem sie mit 2:4 Francis Hoenselaar unterlag.
2007 nahm Bromberg an den US Open der PDC teil. Sie traf in ihrem zweiten Spiel auf Kevin Painter gegen den sie zwar einen Satz gewann, allerdings mit 1:3 verlor. Im Juli nahm sie außerdem erstmals an einem Turnier der Players Championships teil, wobei sie an Ronnie Baxter im zweiten Spiel scheiterte. Beim WDF World Cup kam Bromberg ins Einzel-Viertelfinale.
2009 gewann Bromberg in Charlotte das Finale des Dameneinzels beim WDF World Cup gegen die Waliserin Julie Gore.
In den Jahren 2008 bis 2010 spielte Bromberg immer wieder die amerikanischen Players Championship-Turniere. 2010 gelangen ihr dabei erstmals zwei Siege am 28. Juni. Am Tag darauf schlug sie den Finnen Par Riihonen mit 6:5 in Runde 1, verlor dann aber gegen Tony Eccles.
Im Juni 2010 nahm Bromberg als internationale Qualifikantin für die USA an der PDC Women’s World Darts Championship teil. Nach Siegen über Kazumi Nakagawa, Donna Rainsley und Denise Cassidy schlug Bromberg im Halbfinale mit 4:3 knapp die ehemalige BDO-Weltmeisterin Anastassija Dobromyslowa und zog damit ins Finale ein. Dieses wurde im Rahmen des World Matchplay 2010 im Empress Ballroom der Winter Gardens in Blackpool ausgetragen. Bromberg und ihre Gegnerin Tricia Wright lieferten sich ein enges Match, in dem sich die US-Amerikanerin mit 6:5 durchsetzte und damit die erste und einzige PDC-Damenweltmeisterin im Darts wurde.
Als solche sicherte sich Bromberg einen Startplatz beim Grand Slam of Darts, konnte in ihrer Vorrundengruppe mit Mervyn King, John Henderson und Terry Jenkins jedoch kein Match und gerade einmal drei Legs für sich entscheiden.
Außerdem erhielt Bromberg eine PDC Tour Card für 2011 und 2012. sie spielte auch im Februar das erste Wochenende der Players Championships und UK Open Qualifiers, gewann dabei allerdings kein Spiel und zog sich vom Profi-Circuit der PDC zurück. Dafür gewann Bromberg neben den Houston Open und dem USA Darts Classic auch das Camellia Classic und Virginia Beach Classic sowie die Las Vegas Open.
2012 gewann Bromberg dann die Witch City Open und das Camellia Classic. Mit dem Bekanntwerden ihrer Krebserkrankung zog sich Bromberg immer weiter aus dem Sport zurück. Ihre letzten Titel bei der World Darts Federation errang sie 2013 beim Camellia Classic, Port City Open und zuletzt auch noch zum zwölften Mal beim Virginia Beach Classic, bevor sie ihre Karriere beendete.

## Privates
Bromberg war eine Zeit lang als Privatdetektivin tätig, bevor sie als Lehrerin arbeitete. Als sie im Jahr 2012 jedoch an Krebs erkrankte, beendete sie ihre berufliche Laufbahn.
Bromberg erlag ihrem Krebsleiden am 12. Februar 2017 im Alter von 60 Jahren.

## Weltmeisterschaftsresultate

### BDO
- 2002: Viertelfinale (0:2-Niederlage gegen  Francis Hoenselaar)

### PDC
- 2010 (Damen): Gewinnerin (6:5-Sieg gegen  Tricia Wright)